# HD 219139
HD 219139，又名BD+10 4902，SAO 108463、HR 8833，是一颗恒星，视星等为5.82，位于銀經87.78，銀緯-45.01，其B1900.0坐标为赤經23h 8m 24.5s，赤緯+10° -45.01′ 16″。